# Johan Machiel Vetter
Johan Machiel Vetter (Den Haag, 20 september 1910 – Leiderdorp, 30 maart 1977) was een Nederlands organist, orgelbouwdeskundige en componist.
Hij was zoon van Magdalena Hoelandt en rijksambtenaar Johannes Paulus Vetter. Hijzelf was getrouwd met Marianne van der Paauw.
Hij kreeg zijn opleiding tot organist van Adriaan Engels en ging vervolgens aan de slag in de kerken van Den Haag en omstreken. Hij bespeelde daarbij niet alleen de orgel maar onderzocht ze ook op akoestiek en bouw. Daaruit kwam de professie adviseur bij orgelbouw tot stand, onder meer voor de Orgelbouwcommissie van de Gereformeerde Organisten Vereniging, alwaar hij achttien jaren bestuurslid was. Vanuit die werkzaamheden kwamen dan weer enkele publicaties voort:
- 1948: Aanwijzingen bij de geschiedenis der orgelbouw
- 1953: Enige richtlijnen bij orgelbouw
- 1971: Orgelbouwkunde, revisie voor de 4e druk.

Op compositorische gebied bracht hij voornamelijk kerk muziek voort met titels zoals Koraalsuite 1 (1940) en Koraalsuite 2 (1943), Fantasia over psalm 87 (1951) en het seculiere Capriccio en fuga (1954). Zijn stijlfiguur was de tritonusafstand.

Zijn bericht van overlijden vangt aan met een citaat van Joseph Haydn: 
Wenn ich an meinem Gutt denke, So hüpft mir dan Herz voor Freude und die Tönne hüpfen mit
Hij werd begraven op de algemene begraafplaats in Koudekerk aan den Rijn; het graf zou inmiddels geruimd zijn. Zijn naam wordt vermeld op een herinneringstafel.